# Kenzie Reeves

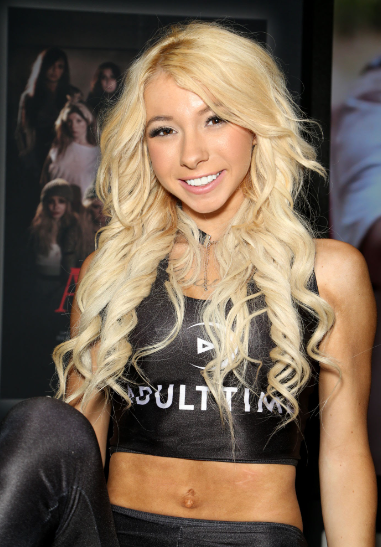
Kenzie Reeves (2021)

Kenzie Reeves (* 7. Juli 1997 in New Hampshire, USA) ist eine US-amerikanische Pornodarstellerin.

## Leben
Kenzie Reeves wuchs in einer sehr konservativen Familie der Mormonenbewegung auf. Sie begann in einem Fast-Food-Kettenrestaurant Taco Bell zu arbeiten, bis sie 18 Jahre alt war. Dann begann sie zu tanzen sowie als Stripperin zu arbeiten und reiste für verschiedene Clubs in den Vereinigten Staaten. Nachdem sie von einer Agentin entdeckt wurde, begann sie 2017 im Alter von 20 Jahren ihre Karriere in der Pornobranche.
Als Darstellerin hat sie für Studios wie Bangbros, Girlfriends Films, Reality Kings, Burning Angel, Evil Angel, Digital Playground, Blacked.com, Digital Sin (jetzt New Sensations), Brazzers und Naughty America gearbeitet.
2018 nahm sie ihre erste Szene mit Analsex für das Studio Tushy im Film First Anal 6 unter der Regie von Greg Lansky auf.
Sie hat in über 350 Filmen als Schauspielerin mitgewirkt. Sie ist bekannt für ihre Darstellungen in Filmen der Genre „Teenager“ und „Anal“.

## Auszeichnungen
- 2019: Adult Entertainment Award – Unsung Female Performer – Editor’s Choice
- 2019: XBIZ Award – Best Sex Scene – Feature Movie („A Trailer Park Taboo“, 2018)[1]
- 2019: XRCO Award – Teen Dream[2]
- 2020: AVN Award – Best Virtual Reality Sex Scene („Wanking Dead: Doctor’s Orders“, 2018)
- 2020: XBIZ Award – Best Sex Scene – Comedy („3 Cheers For Satan“, 2019)

## Filmografie (Auswahl)
- Blacked Raw 23, 40
- Love Emergency
- Tushy Raw 1, 26
- Moms Bang Teens 36, 38
- The Art of Anal Sex 11
- Super Cute 8
- 3 Cheers For Satan
- My Sexy Little Sister 3
- Women Seeking Women 169
- Showcases: Chapter Three
- First Anal 6
- My First Interracial 15
- Bang Bus 68